# Cacajao melanocephalus
Cacajao melanocephalus là một loài động vật có vú trong họ Pitheciidae, bộ Linh trưởng. Loài này được Humboldt mô tả năm 1812.

## Hình ảnh

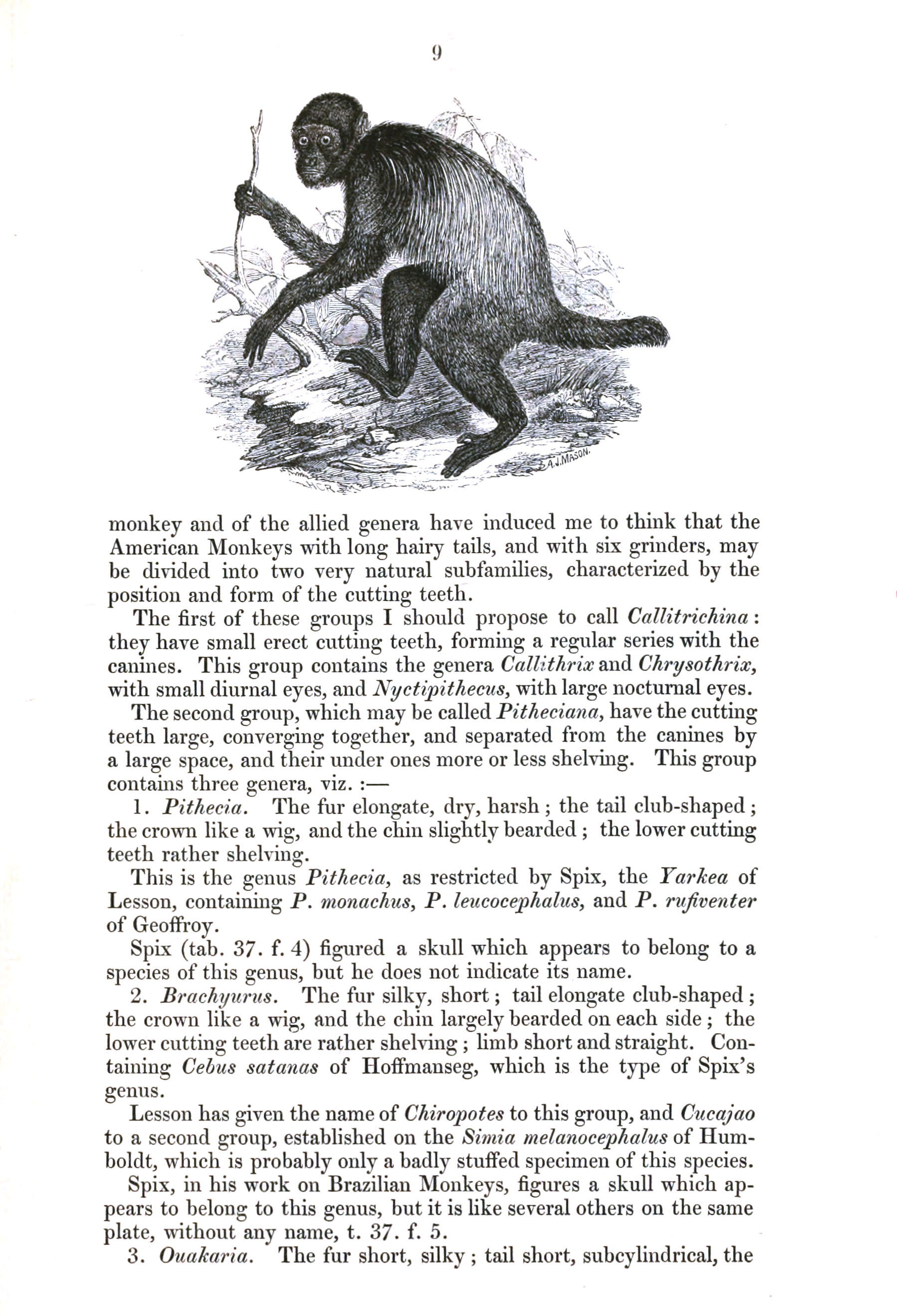
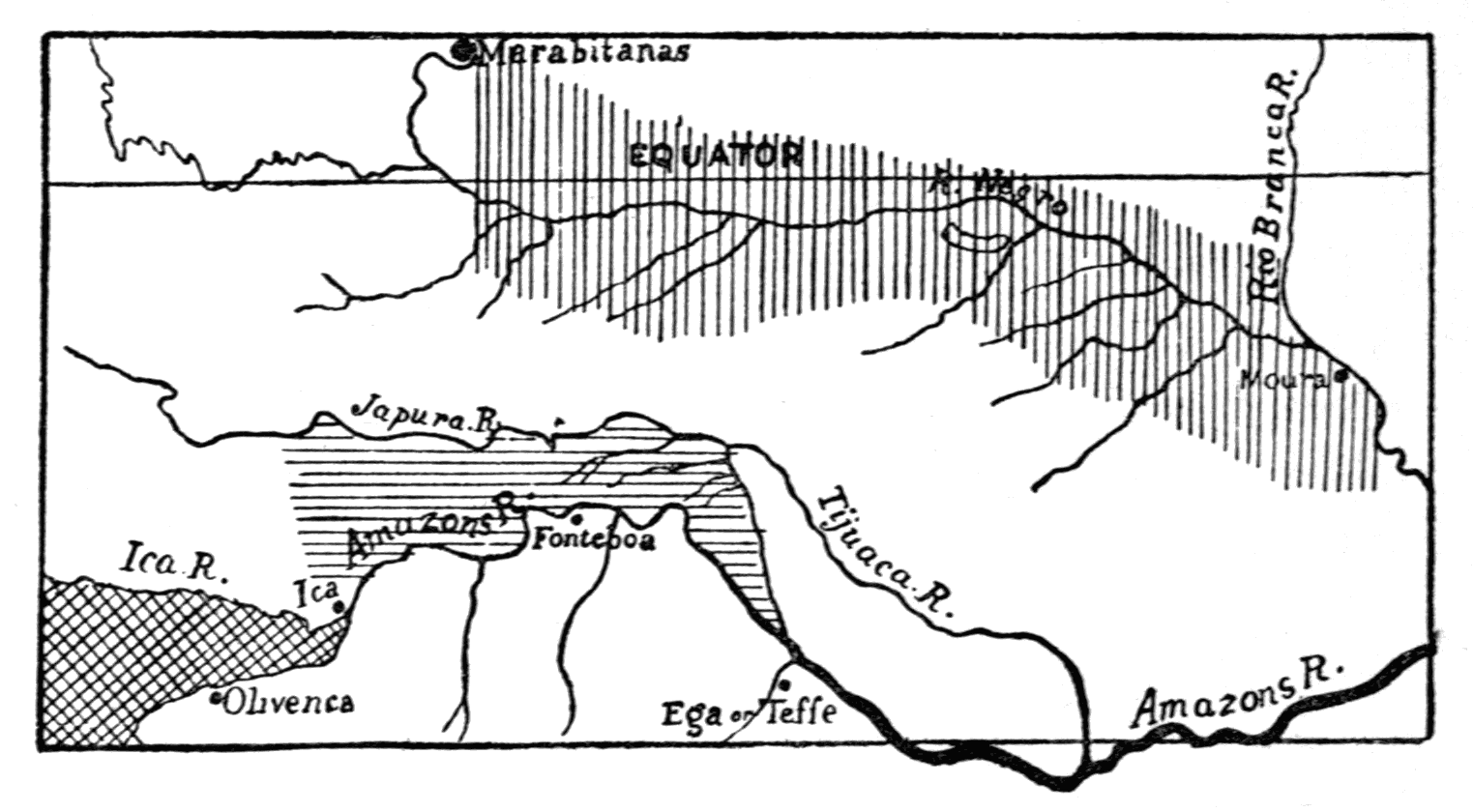